# Scoutisme en Andorre
Andorre est l'un des rares pays sans organisation scoute. La population serait pourtant suffisamment importante[réf. nécessaire].
La seule association connue, Scouts d'Andorra, est en veille depuis les années 1980. Un groupe fut connu pour être parrainé par le collège privé Mare Janer de Santa Coloma, suivant la méthode des Scouts d'Europe.[réf. nécessaire]
Cependant, la principauté émet des timbres à l'occasion Centenaire du Scoutisme, à travers les postes à la fois française et espagnole, dans le cadre d'une émission Europa.
La devise Scoute en Catalogne est Sempre un punt, soit Toujours prêt en Catalan.
La Fédération des scouts et guides de Catalogne (FSGC) entreprit dès l'été 2007 une étude sur les possibilités d'un groupe en Andorre. Les activités ont débuté en 2008, supervisées par la section européenne de l'Organisation mondiale du mouvement scout. En août 2012, c'est un échec.
Selon Mario Heredero de Pablos des Scouts catalans, il y a des scouts en Andorre, mais ils se déplacent en Espagne ou en France pour participer à des rassemblements.